# 格奥尔基·弗廖罗夫
格奥尔基·尼古拉耶维奇·弗廖罗夫（俄語：Гео́ргий Никола́евич Флёров，羅馬化：Georgiy Nikolayevich Flyorov，1913年3月2日—1990年11月19日），苏联核物理學家。

## 生平
弗廖罗夫出生于顿河畔罗斯托夫，就读于圣彼得堡国立技术大学，主修热学和核物理学。
1939年，弗廖罗夫在苏联科学院列宁格勒物理技术研究所核研究室任职，他与鲁西诺夫实验测量了每个铀核裂变时释放的次级中子数为3±1个。1940年5月弗廖罗夫与康斯坦丁·彼得扎克为屏蔽宇宙射线影响在莫斯科迪纳摩地铁站的位于地下60米深井下进行不同能量中子源作用下铀核裂变释放中子流量的实验时，发现了自發裂變现象，发表在美国《物理评论》。

## 二次大戰入伍、回調研究團隊
苏德战争爆发后，志愿参军，在西南方面军空军侦察航空兵第90团任技术勤务中尉。部队在了解到弗廖罗夫所从事的研究工作後，担心如果弗廖罗夫在前线牺牲会让国家损失一名年轻有为的尖端科学家，把他调到大后方约什卡尔奥拉的航空学校做学员，他從此改為接觸軍用科技研究。1941年12月17日，经航校领导同意，弗廖罗夫赶到苏联科学院战时疏散地的喀山，12月20日向科学院“小主席团”汇报应当恢复被战争打断的核物理研究。在喀山期间，特意去科学院图书馆查看国际学术期刊上对自發裂變现象的反应，结果发现欧美对核裂变研究变得一片寂静。

## 原子彈
1941年12月21日，弗廖罗夫给库尔恰托夫写信，提到了“枪式”原子弹结构。由于没有得到库尔恰托夫的回信，1941年12月底、1942年1月弗廖罗夫给苏联国防委员会科学部门全权代表、化学家谢尔盖·瓦西里耶维奇·卡夫塔诺夫写了两份信。1942年3月，弗廖罗夫的母亲在被围困的列宁格勒饿死。1942年4月，弗廖罗夫写信给斯大林指出美国、英国、德国在核裂变武器上的空白并因此闻名。1942年月，被召回莫斯科。弗廖罗夫的进言最终催生了苏联的原子弹项目。

## 冷戰後
1957年，他在杜布纳创立了联合核研究所，1989年前一直担任主任。在此期间，他成为了俄罗斯科学院的主席。
2011年，114号化學元素被建议以他名字命名为鈇，於2012年5月31日經國際純粹與應用化學聯合會同意後正式使用。

## 榮譽
- 社會主義勞動英雄-1949年
- 列寧勳章-1949年、1983年
- 十月革命勳章-1973年
- 紅旗勞動勳章-1959年、1963年、1975年
- 二级衛國戰爭勳章-1985年
- 蘇聯國家獎-1975年
- 列寧獎-1967年
- 斯大林獎-1946年、1949年